# Půlmaraton
Půlmaraton je běžecký závod na vzdálenost 21,0975 km (někdy zaokrouhleno na 21,1 km), což je přesně polovina délky maratonského běhu. Běhá se mimo dráhu, po silnicích nebo cestách. Je to populární závod pro relativní amatéry - je sice dostatečně dlouhý, aby byl vážnou výzvou, ale nevyžaduje takovou úroveň tréninku jako na celý maraton. Vzhledem k této popularitě mnoho měst organizuje ve svých ulicích každoroční půlmaratonský závod.
Půlmaratonu se také někdy říká pikermi podle řeckého města ležícího v polovině cesty z Marathónu do Atén (protože některým atletům připadá předpona půl- pro tak dlouhou trať degradující).
V Česku patří mezi nejpopulárnější 1/2Maraton Praha probíhající každoročně na přelomu března a dubna nebo Olomoucký půlmaraton (OL1/2M). Oba závody jsou pravidelně oceňovány zlatou známkou IAAF.

#### Současní světoví rekordmani

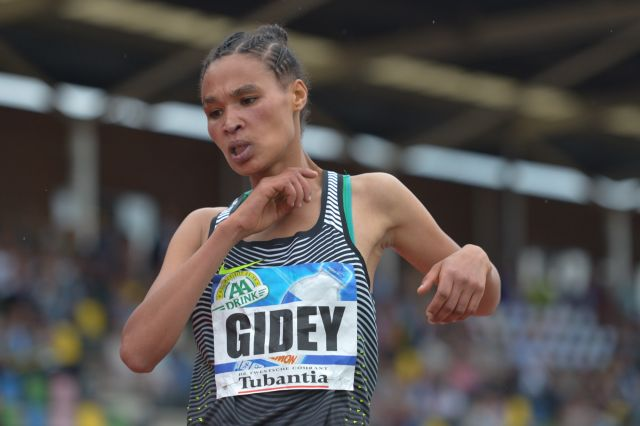
Ženy – Letesenbet Gideyová 1:02:57 hod.

## Současné rekordy – dráha
| Muži            |           |               |                |           |               |
| Rekord          | Čas (min) | Atlet         | Stát           | Město     | Datum rekordu |
| Světový rekord  | 56:42     | Jacob Kiplimo | Uganda         | Barcelona | 16. 2. 2025   |
| Evropský rekord | 59:32     | Mohamed Farah | Velká Británie | Lisabon   | 22. 3. 2015   |
| Český rekord    | 1:01:31   | Jan Pešava    | Česko          | Košice    | 4. 10. 1997   |

| Ženy            |           |                     |            |          |               |
| Rekord          | Čas (min) | Atletka             | Stát       | Město    | Datum rekordu |
| Světový rekord  | 1:02:57   | Letesenbet Gideyová | Etiopie    | Valencie | 24. 10. 2021  |
| Evropský rekord | 1:05:15   | Sifan Hassanová     | Nizozemsko | Kodaň    | 16. 9. 2018   |
| Český rekord    | 1:10:14   | Moira Stewartová    | Česko      | Istanbul | 27. 3. 2022   |

## Vývoj světového rekordu

### Muži
Hranici jedné hodiny poprvé překonal na půlmaratonu v roce 1993 Keňan Tanui.
- 59:47  Moses Tanui (Keňa), 1993
- 59:17  Paul Tergat (Keňa), 1998
- 59:16  Samuel Wanjiru (Keňa), 2005
- 58:55  Haile Gebrselassie (Etiopie), 2006
- 58:33  Samuel Wanjiru (Keňa), 2007
- 58:23  Zersenay Tadese (Eritrea), 2010
- 58:18  Abraham Kiptum (Keňa), 2018[4]
- 58:01  Geoffrey Kipsang Kamworor (Keňa), 2019[5]
- 57:32  Kibiwott Kandie (Keňa), 2020[6]
- 57:31  Jacob Kiplimo (Uganda), 2021[7]
- 57:30  Yomif Kejelcha (Etiopie), 2024[8]
- 56:42  Jacob Kiplimo (Uganda), 2025[9]

### Ženy
Hranici 1:10 poprvé překonala na půlmaratonu v roce 1982 Norka Waitzová.
- 1:09:57  Grete Waitzová (Norsko), 1982
- 1:09:14  Joan Benoitová (USA), 1983
- 1:08:34  Joan Benoitová (USA), 1984
- 1:08:32  Ingrid Kristiansenová (Norsko), 1989
- 1:07:59  Elana Meyerová (JAR), 1991
- 1:07:59  Uta Pippigová (Německo), 1994
- 1:07:58  Uta Pippigová (Německo), 1995
- 1:07:36  Elana Meyerová (JAR), 1997
- 1:07:29  Elana Meyerová (JAR), 1998
- 1:06:44  Elana Meyerová (JAR), 1999
- 1:06:25  Lornah Kiplagatová, (Nizozemsko), 2007
- 1:05:50  Mary Keitanyová (Keňa), 2011
- 1:05:12  Florence Kiplagatová (Keňa), 2014
- 1:05:09  Florence Kiplagatová (Keňa), 2015
- 1:05:06  Peres Jepchirchirová (Keňa), 2017
- 1:04:52  Joyciline Jepkosgeiová (Keňa), 2017, Praha, Pražský půlmaraton
- 1:04:51  Joyciline Jepkosgeiová (Keňa), 2017
- 1:04:28  Brigid Kosgeiová (Keňa), 2019
- 1:02:57  Letesenbet Gideyová (Etiopie), 2019

## Zajímavosti
Průměrná rychlost, dosažená při současném světovém rekordu v mužském kategorii (56:42 min.) činí 6,20 m/s, tedy 22,33 km/h. Každý kilometr tedy rekordman běžel průměrně za 2:41,2 minuty a pět kilometrů zhruba za 13:26 min. U žen činí průměrná rychlost při SR 1:02:52 hod. 5,59 m/s, tedy 20,14 km/h. Každý kilometr uběhla rekordmanka průměrně za 2:58,8 min. a pět kilometrů za 14:54 min.

## Příprava na půlmaraton
Na půlmaraton je vhodné se soustavně připravovat alespoň 3 měsíce před závodem. Zásadní je určení času doběhu. Nejméně 6 týdnů před půlmaratonem je potřebné dodržovat realistický tréninkový plán. Při samotném závodu je třeba zvolit tempo běhu na úrovni aerobní zóny. Elitní vytrvalci dokáží běžet i na hranici anaerobního prahu. Pro vytrvalostní běh se doporučuje frekvence 75–80 % z maximální tepové frekvence. Na občerstvovačce je vhodné zařadit chodeckou vložku a napít se, aby se zabránilo dehydrataci.

## Regenerace po půlmaratonu
Po běhu obecně není zapotřebí regenerace tak často jako po posilování. Základní způsob regenerace je spánek. Musí být kvalitní a dostatečně dlouhý. Čím náročnější je závod, tím delší by měl být spánek. Dalším vhodným způsobem regenerace je masáž nebo pobyt v sauně. Tyto aktivity prohřejí unavené svaly, rozproudí krev a umožňují lepší odbourávání odpadních látek. Jako regeneraci je možné využít i jiné sportovní aktivity - například plavání nebo jízdu na kole ve volném tempu. Tepová frekvence při těchto aktivitách musí být nižší než při tréninku. Při běhu se vypotí velké množství tekutin, které je potřeba doplnit i po závodu (voda nebo iontový nápoj).